# Nikolaj Coster-Waldau
Nikolaj Coster-Waldau (Rudkøbing, 27 luglio 1970) è un attore e diplomatico danese, noto principalmente per il ruolo di Jaime Lannister nella serie televisiva Il Trono di Spade.

## Biografia
Figlio della bibliotecaria Hanne Søborg Coster e di Jørgen Oscar Fritzer Waldau, i suoi genitori divorziarono a causa dell'alcolismo del padre, che morì nel 1998. Cresce con la madre e le due sorelle a Tybjerg, piccolo villaggio sito a 70 km a sud-ovest della capitale danese e si diploma al liceo ginnasio di Næstved, per poi frequentare la Danish National School of Performing Arts di Copenaghen dal 1989 al 1993. Debutta nel ruolo di Laerte in una produzione di Amleto al Betty Nansen Theater e diventa famoso in patria con il film Il guardiano di notte nel 1994.
Affermatosi nel cinema danese, inizia a lavorare per il cinema statunitense nel film Black Hawk Down - Black Hawk abbattuto del pluripremiato Ridley Scott. Continua la sua carriera negli Stati Uniti apparendo in Enigma, Le crociate - Kingdom of Heaven e Firewall - Accesso negato. Nel 2008 interpreta il detective immortale John Amsterdam nella serie New Amsterdam e nel 2011 entra nel cast fisso della serie Il Trono di Spade nel ruolo di Jaime Lannister, grazie al quale otterrà una vasta popolarità al livello internazionale.
Nel 2013 ha una parte secondaria nel film fantascientifico Oblivion di Joseph Kosinski, dove interpreta il braccio destro di Malcom Beech, interpretato da Morgan Freeman. Nel 2015 è il protagonista del film Second Chance di Susanne Bier, mentre nel 2016 è il protagonista di Gods of Egypt di Alex Proyas nel ruolo di Horus. Oltre alla recitazione, produce, scrive e dirige alcuni film nella sua terra natia.

## Vita privata
Dal 1998 è sposato con l'attrice e cantante groenlandese Nukaaka Coster-Waldau. La coppia ha due figlie: Filippa (ottobre 2000) e Safina (novembre 2003).

### Ambasciatore ONU e altri impegni umanitari
(Nikolaj Coster-Waldau sulla sua missione come Ambasciatore di Buona Volonta dell'UNDP nel 2016)
Nikolaj sostiene la Croce Rossa Danese dal 2003. Nel 2016 ha annunciato un contest de Il Trono di Spade per supportare la fondazione Product Red che mira a sensibilizzare e combattere l'AIDS. Nel settembre 2016 è stato nominato Ambasciatore di Buona Volontà dell'UNDP per sensibilizzare e sostenere gli Obiettivi di Sviluppo Sostenibile delle Nazioni Unite, un'azione per porre fine alla povertà, combattere le disuguaglianze e fermare i cambiamenti climatici.
Nel 2017 ha inoltre collaborato con Google utilizzando Street View per documentare l'impatto del riscaldamento globale in Groenlandia, con lo scopo di sensibilizzare ed evidenziare gli effetti dei cambiamenti climatici. Dopo aver partecipato ad un'iniziativa di empowerment femminile in Kenya in occasione della Giornata internazionale della donna 2017, ha scritto a tutti i padri per richiamare all'impegno per supportare l'uguaglianza di genere e l'empowerment delle donne, incluse coloro le quali vivono in condizioni di estrema povertà ed esposte al fenomeno delle spose-bambine.

## Filmografia

### Attore

#### Cinema

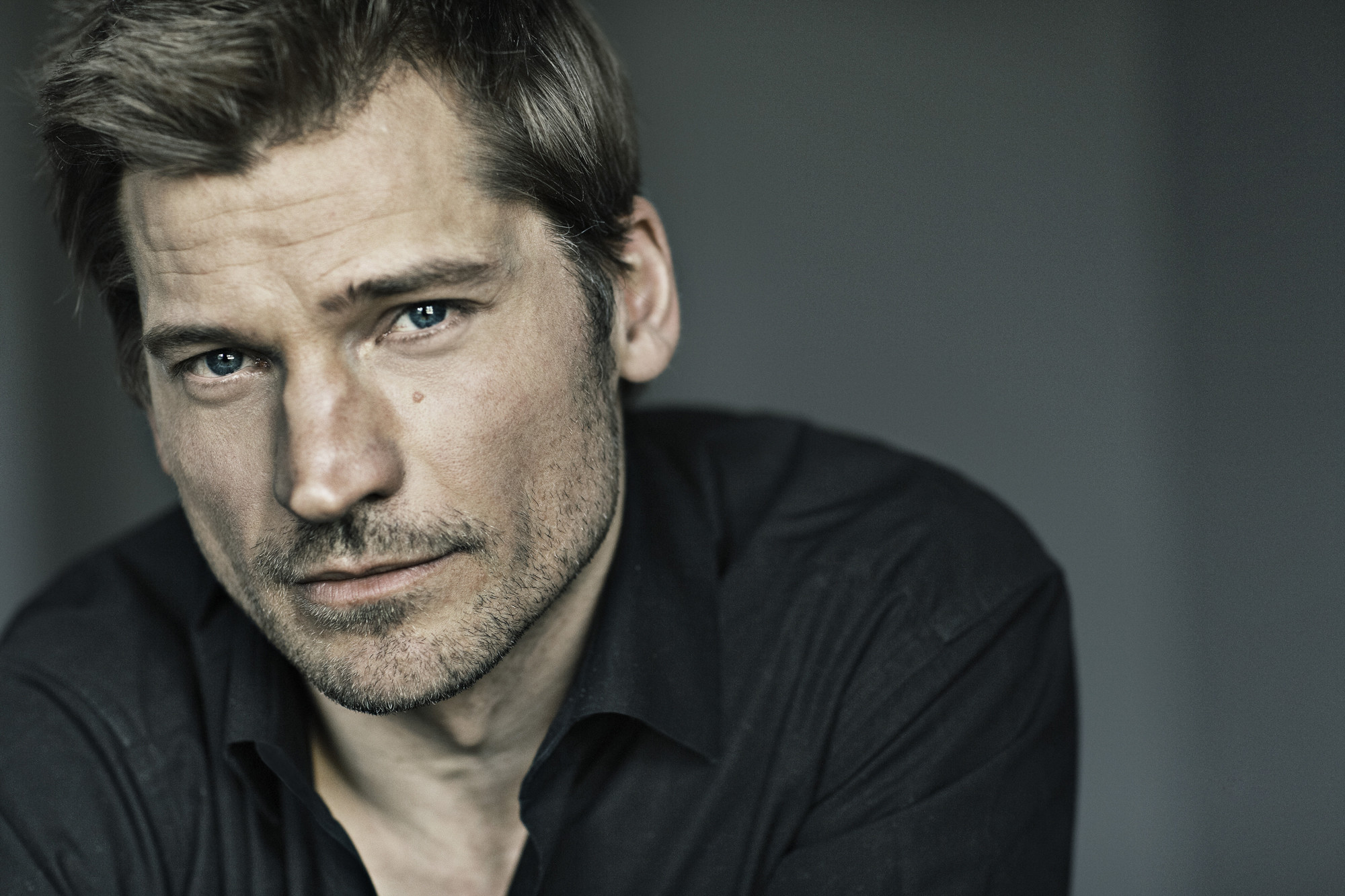
Nikolaj Coster-Waldau nell'ottobre 2013

- Il guardiano di notte (Nattevagten), regia di Ole Bornedal (1994)
- Hemmeligheder, regia di Jørn Faurschou (1997)
- Bent, regia di Sean Mathias (1997)
- Vildspor, regia di Simon Staho (1998)
- Nattens engel, regia di Shaky González (1998)
- Antenneforeningen, regia di Søren Fauli (1999)
- Misery Harbour, regia di Nils Gaup (1999)
- På fremmed mark, regia di Aage Rais-Nordentoft (2000)
- Enigma, regia di Michael Apted (2001)
- Black Hawk Down - Black Hawk abbattuto, regia di Ridley Scott (2001)
- 24 ore nella vita di una donna (24 heures de la vie d'une femme), regia di Laurent Bouhnik (2002)
- Rembrandt, regia di Jannik Johansen (2003)
- Manden bag døren, regia di Jesper W. Nielsen (2003)
- Il mio nome è Modesty (My Name Is Modesty: A Modesty Blaise Adventure), regia di Scott Spiegel (2004)
- Den gode strømer, regia di Lasse Spang Olsen (2004)
- Wimbledon, regia di Richard Loncraine (2004)
- Le crociate - Kingdom of Heaven (Kingdom of Heaven), regia di Ridley Scott (2005)
- Shadow of the Sword - La leggenda del carnefice (The Headsman), regia di Simon Aeby (2005)
- Firewall - Accesso negato (Firewall), regia di Richard Loncraine (2006)
- Supervoksen, regia di Christina Rosendahl (2006)
- The Baker, regia di Gareth Lewis (2007)
- Underbar och älskad av alla (och på jobbet går det också bra), regia di Hannes Holm (2007)
- De unge år: Erik Nietzsche sagaen del 1, regia di Jacob Thuesen (2007)
- Kautokeino-opprøret, regia di Nils Gaup (2008)
- Himmerland, regia di James Barclay (2008)
- Ved verdens ende, regia di Tomas Villum Jensen (2009)
- Blackthorn - La vera storia di Butch Cassidy, regia di Mateo Gil (2011)
- Headhunters - Il cacciatore di teste, regia di Morten Tyldum (2011)
- La madre (Mama), regia di Andrés Muschietti (2013)
- Oblivion, regia di Joseph Kosinski (2013)
- Mille volte Buona notte (Tusen Ganger God Natt), regia di Erik Poppe (2013)
- Tutte contro lui - The Other Woman (The Other Woman), regia di Nick Cassavetes (2014)
- Second Chance (En chance til), regia di Susanne Bier (2014)
- Gods of Egypt, regia di Alex Proyas (2016)
- Small Crimes, regia di E. L. Katz (2017)
- La fratellanza (Shot Caller), regia di Ric Roman Waugh (2017)
- Domino, regia di Brian De Palma (2019)
- Selvmordsturisten, regia di Jonas Alexander Arnby (2019)
- Krudttønden, regia di Ole Christian Madsen (2020)
- The Silencing - Senza voce (The Silencing), regia di Robin Pront (2020)
- Against the Ice, regia di Peter Flinth (2022)
- God Is a Bullet, regia di Nick Cassavetes (2023)
- The Flash, regia di Andy Muschietti (2023) - cameo non accreditato

#### Televisione
- Slaget på tasken, regia di Thomas Vinterberg – film TV (1993)
- Jacobs liste, regia di Lars Mortensen – film TV (1997)
- Lock, Stock... – serie TV, episodi 1x01-1x03 (2000)
- Filthy Gorgeous, regia di Robert Allan Ackerman – film TV (2006)
- New Amsterdam – serie TV, 8 episodi (2008)
- Virtuality, regia di Peter Berg – film TV (2009)
- Blekingegade – miniserie TV, 5 episodi (2009-2010)
- Il Trono di Spade (Game of Thrones) – serie TV, 56 episodi (2011-2019)
- L'ultima cosa che mi ha detto (The Last Thing He Told Me) - serie TV (2023 – in produzione)

### Produttore
- Domino, regia di Brian De Palma (2019)
- Against the Ice, regia di Peter Flinth (2022)

## Doppiatori italiani
Nelle versioni in italiano delle opere in cui ha recitato, Nikolaj Coster-Waldau è stato doppiato da:
- Riccardo Rossi ne Il Trono di Spade, La madre, Gods of Egypt, La fratellanza, Domino, The Silencing - Senza voce, Against the Ice, God Is a Bullet
- Alessio Cigliano ne Il guardiano di notte, Tutte contro lui - The Other Woman, Second Chance
- Stefano Crescentini in Wimbledon, L'ultima cosa che mi ha detto
- Riccardo Niseem Onorato in Enigma, Oblivion
- Simone D'Andrea in 24 ore nella vita di una donna
- Fabio Boccanera in Il mio nome è Modesty
- Carlo Scipioni in Le crociate - Kingdom of Heaven
- Vittorio De Angelis in Firewall - Accesso negato
- Christian Iansante in Headhunters
- Vittorio Guerrieri in Small Crimes
- Omar Vitelli in Bent